# Jung Idysz
Jung Idysz (auch: Jung Jidysz, deutsch: Junge Jüdische oder Jung Jiddisch) war eine im Februar 1919 in Łódź gegründete Künstlergruppe, die sich der Avantgarde zurechnende Literaten und Künstler jüdischer Herkunft und jiddischer Sprache verband. Die Gruppe war der erste Verbund jüdischer Künstler in Polen und bestand bis 1921.

## Geschichte
Initiator zur Gründung war Moses Broderson, der auch den Namen der Gruppe kreierte, wobei er sich an vergleichbaren Namen anderer Künstlergruppen orientierte: Junges Deutschland, La Jeune Belgique, Di Yunge oder Młoda Polska. Weitere Gründungsmitglieder waren Jankel Adler, Marek Szwarc und Wincenty Brauner. Ein Großteil der Gruppenmitglieder (Maler, Grafiker, Bildhauer, Poeten und Musiker) gehörte dem 1916 gegründeten Stowarzyszenie Artystów i Zwolenników Sztuk Pięknych (deutsch: Verband von Künstlern und Kunstförderern) an. Jung Idysz war vom deutschen Expressionismus und den Ideen Marc Chagalls geprägt. Im Jahr 1919 veröffentlichte die Gruppe drei Ausgaben der Zeitschrift "Jung Idysz" (Auflage 500 Exemplare). Die Gruppe hielt Kontakte zur Künstlergruppe Bunt in Posen. 1927 gründeten Mitglieder der Gruppe das Łódźer Kabarett „Ararat“.
Der Kunststil, den die Mitglieder der Jung Idysz in ihren Werken verfolgten, wird als „jüdische Variante des Spätexpressionismus“ bezeichnet. Die Künstler stellten sich dem künstlerischen Anspruch der moralischen und religiösen Erneuerung. Sie sahen in Jesus einen Juden. Nach 1921 wandte sich die Gruppe zunehmend vom Expressionismus ab und dem von ihnen so genannten Nachexpressionismus-Realismus zu – mit den gestalterischen Elementen der Deformation und dunklerer Farbverwendung.

## Mitglieder (Auswahl)
| - Henryk Barciński, - Henryk Berlewi - Ida Brauner - Samuel Cygler - Chaim Fuks - Uri Grinberg - Zofia Gutentag | - Jizchak Katzenelson - Henoch Kohn - Chaim Król - Pola Lindenfeld - Dina Matus - Mojżesz Neuman - Melekh Ravich | - Natan Szpigiel - Israel Sztern - Marek Szwarc - Władysław Wajntraub - David Zytma - Chaim Żytnicki |